# Echternhagen
Echternhagen ist ein zum Hauptort Hohenhausen gehörender Ortsteil in der lippischen Gemeinde Kalletal im Nordosten von Nordrhein-Westfalen. Der Ort ist vor allem durch das sich dort befindliche Gewerbegebiet Echternhagen geprägt.

## Lage
Der Ort liegt direkt nordwestlich von Hohenhausen zwischen Hohenhausen und Harkemissen. Er schließt siedlungstechnisch direkt an Hohenhausen an.

## Verkehr
Im Ort befinden sich die Bushaltestellen Gewerbegebiet und Echternhagen.
Die nächsten Bahnhöfe sind Bad Salzuflen sowie der Bahnhof Porta Westfalica in Hausberge.
Die nächsten Fernbahnhöfe sind Bielefeld Hbf sowie Herford und Bad Oeynhausen.